# Charles Platon
Charles Platon (Pujols (Gironde), 19 september 1886 - Valojoulx, 28 augustus 1944) was een Franse admiraal tijdens de Tweede Wereldoorlog.
In 1939 was hij commandant van het district Duinkerke en was betrokken in juni 1940 bij de evacuatie van het Britse Expeditieleger. Hij werd in 1940 minister van Koloniën in de regering van Philippe Pétain. Platon had sterke anti-gaullistische en anti-Britse gevoelens, was voor samenwerking met nazi-Duitsland en stelde de verovering van Frans-Equatoriaal-Afrika op Charles de Gaulle voor.
In april 1942 werd Platon minister van Staat in de regering van Pierre Laval en was verantwoordelijk voor de coördinatie van het leger. Tijdens geallieerde landingen in Noord-Afrika op 8 september 1942 was Platon voorstander van een alliantie met Duitsland en verzette zich admiraal Gabriel Auphan, die een einde van gevechten tussen de Fransen en Amerikanen ondersteunde. Platon werd in maart 1943 door Pierre Laval uit de regering gezet en raakte meer betrokken bij Marcel Déat en Fernand de Brinon.
Platon werd onder huisarrest geplaatst in zijn huis in de Dordogne. Op 18 augustus 1944 werd hij gevangengenomen door Forces françaises de l'intérieur en werd naar het gehucht van Paternoster gebracht, waar hij volgens bepaalde bronnen gefusilleerd zou worden, en volgens anderen gefolterd.

## Militaire loopbaan
- Aspirant
  - Eerste Klasse: 5 oktober 1907[4]
  - Tweede Klasse:
- Enseigne de vaisseau: 5 oktober 1909[4]
- Lieutenant de vaisseau: 17 maart 1917[4]
- Capitaine de corvette: 14 juni 1923[4]
- Capitaine de frégate: 11 januari 1927[4]
- Capitaine de vaisseau: 1 november 1935[4]
- Contre-amiral: oktober 1939[4]
- Vice-amiral:[4]

## Onderscheidingen
- Legioen van Eer
  - Commandeur[4]
  - Officier[4]
  - Ridder[4]
- Maritieme Orde van Verdienste[4]

- Bibliothèque nationale de France: cb113332581 (data)
- Gemeinsame Normdatei: 129324574
- International Standard Name Identifier: 0000 0000 3506 2245
- Library of Congress Control Number: n2004023660
- Système universitaire de documentation: 077362691
- Virtual International Authority File: 17216488
- WorldCat: E39PBJh4xykrBYg3gcPwGPkxDq